# Neoregostoma erythrocallum
Neoregostoma erythrocallum är en skalbaggsart som först beskrevs av Lane 1940.  Neoregostoma erythrocallum ingår i släktet Neoregostoma och familjen långhorningar. Inga underarter finns listade i Catalogue of Life.